# Drosophila percnosoma
Drosophila percnosoma är en tvåvingeart som beskrevs av Elmo Hardy 1965. Drosophila percnosoma ingår i släktet Drosophila och familjen daggflugor.
Artens utbredningsområde är Hawaii.